# Verdura

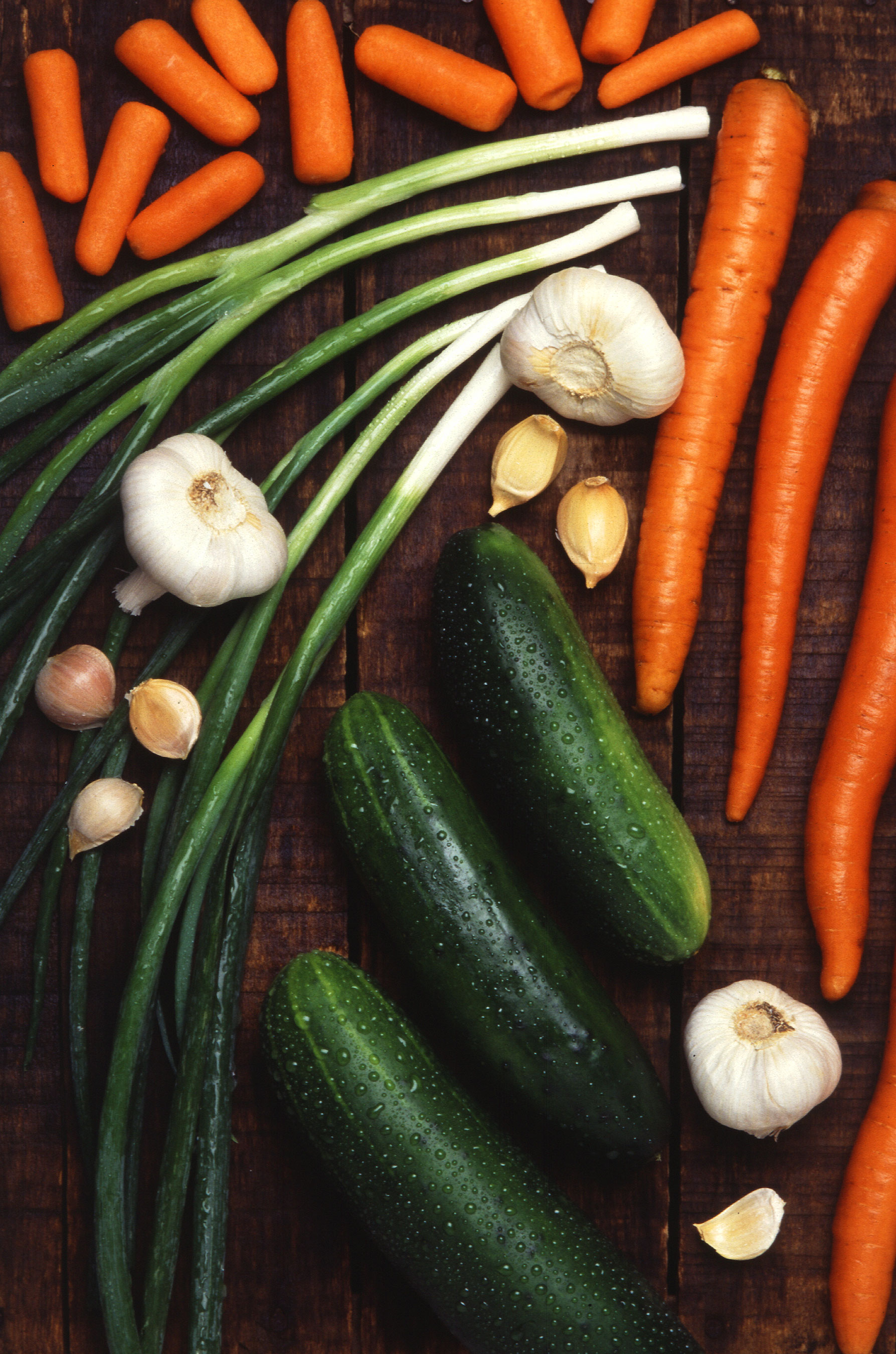
Vari tipi di verdura

Verdura è un termine gastronomico-nutrizionale utilizzato per indicare varie parti (fiori, frutti, fusti, foglie, radici, semi) di piante utilizzate nell'alimentazione umana, come ad esempio gli ortaggi.

## Definizione
Non avendo il termine una definizione strettamente scientifico-botanica, la sua accezione è variata nel corso dei secoli, al variare dell'alimentazione dei popoli.  Tra questi, per esempio, la lattuga, le foglie di spinacio, i frutti dei pomodori, le radici di carota, i boccioli del cappero, i giovani fusti (germogli) della pianta dell'asparago, i fiori del carciofo.
Non tutti i cibi vegetali sono parte del gruppo delle verdure, quali appunto i cereali, legumi, molta frutta e molte spezie. Spesso vengono esclusi anche i cibi contenenti principalmente amido, come le patate.
La verdura trova applicazione in un'ampia quantità di varianti gastronomiche, sia come piatto a sé stante, sia come accompagnamento per piatti di carne, pesce o formaggi, sia come ingrediente per ripieni e infine, sebbene più raramente, come ingrediente per dolci. Esempi in tal senso sono la confettura di pomodori e quella di rabarbaro.
Le verdure vengono classificate o suddivise in base al colore, il quale in linea di massima indica le proprietà delle diverse verdure:
- Bianche: patate, cipolle, cavolfiori
- Blu/viola: radicchio, melanzane
- Gialle/arancio: carote, zucche, peperoni gialli
- Rosse: pomodori, barbabietole, peperoni rossi
- Verdi: zucchine, cavoli, broccoli, spinaci, carciofi, lattuga, peperoni verdi

## Proprietà nutrizionali
A seconda del tipo, il 90-95% del suo peso è costituito da acqua e contiene elevate quantità di fibre.
La verdura è ricca di vitamine e sali minerali, anche proteine e amido. Questo la rende indispensabile alla nutrizione umana. Le vitamine, infatti, sono necessarie per mantenere la struttura dei tessuti e degli organi, per la sintesi di enzimi e ormoni, e per la produzione di energia. Poiché il corpo non le produce è necessario assumerle mediante l'alimentazione. La carenza cronica può comportare gravi disfunzioni.
La verdura è ritenuta un buon antiossidante, in grado di neutralizzare i radicali liberi e proteggere dall'invecchiamento precoce e altre patologie, tra cui (storicamente) lo scorbuto, la gotta e la pellagra.
L'impiego della verdura nell'alimentazione quotidiana è comune nelle diete ipocaloriche perché permette di giungere alla sazietà con un introito calorico ridotto.
Le verdure di colore verde scuro sono in genere ricche di fibre, vitamina A (beta-carotene), vitamina C, vitamina E e vitamina K, acido folico, riboflavina, calcio, ferro, magnesio e potassio.
Quelle rosse o arancioni sono ricche di antiossidanti.

## Produzione
La produzione commerciale di verdure avviene tramite coltivazione sia in serra sia in aperta campagna, sia con metodi tradizionali sia da coltivazioni integrate o biologiche.